# Dyląż garbarz
Dyląż garbarz (Prionus coriarius) – chrząszcz z rodziny kózkowatych.

## Opis gatunku

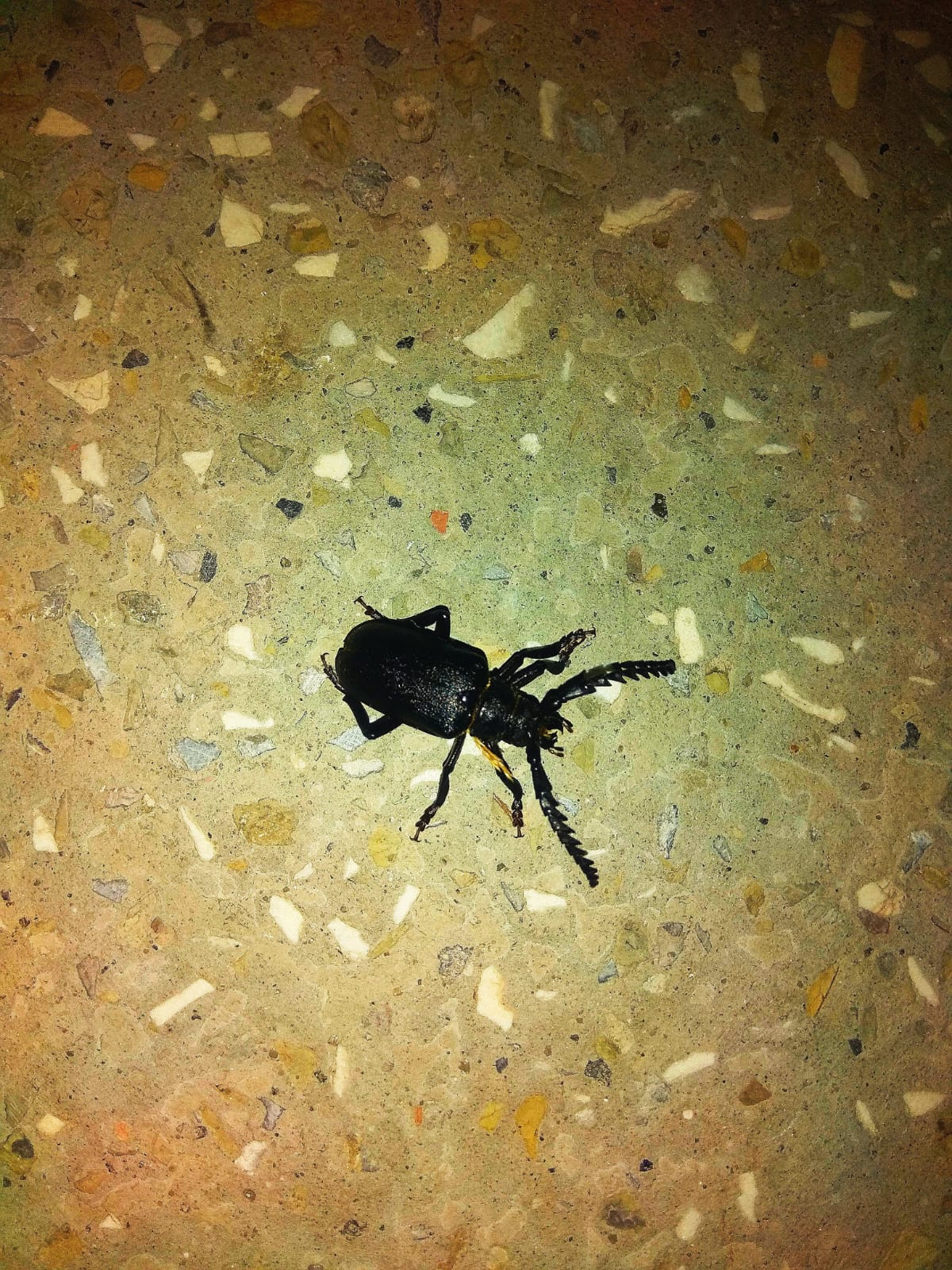
Osobnik znaleziony w Burzeninie

Boczne brzegi przedplecza z trzema zaostrzonymi kolcami. Pokrywy skórzaste, pomarszczone, lekko błyszczące z trzema niewyraźnymi, podłużnymi żeberkami. Ciało krępe i wypukłe. Czułki samic mają 11 członów, u samców 12. Chrząszcze głośno strydulują.
Wielkość18–45 mm
WystępowanieCała Europa, w Polsce pospolity.
RozmnażanieSamica składa jaja w szczeliny kory do starych lub martwych drzew i pniaków, najczęściej blisko szyi korzeniowej. Larwy żerują początkowo pod korą a później przenoszą się do szyi korzeniowej i korzeni. Po zakończeniu rozwoju opuszczają miejsce żerowania i przenoszą się do gleby, gdzie z wiórek drzewnych i cząstek gleby budują kokony, w których następuje przeobrażenie.